# Licourt
Licourt – miejscowość i gmina we Francji, w regionie Hauts-de-France, w departamencie Somma.
Według danych na rok 2011 gminę zamieszkiwały 393 osoby, a gęstość zaludnienia wynosiła 57 osób/km² (wśród 2293 gmin Pikardii Licourt plasuje się na 607. miejscu pod względem liczby ludności, natomiast pod względem powierzchni na miejscu 699.).